# Aaskereia
Aaskereia is een Duitse blackmetalband, gevormd in 1997 in Karlsruhe (Baden-Württemberg) en mede opgericht door zanger 'Grim', die ook zingt voor Brocken Moon en Wolfsthron. Hoewel de samenstelling enkele malen gewijzigd werd, heeft de band altijd zes leden gehad.
Oorspronkelijk bracht Aaskereia zelf zijn muziek uit, maar de laatste ep werd uitgebracht door Christhunt Productions. Door de vaak beperkte oplagen is het moeilijk aan de muziek van Aaskereia te komen. Op zijn website liet de band weten zich uitdrukkelijk van elk politiek gedachtegoed te distantiëren.
De naam Aaskereia (Oskorei) betekent in de Germaanse mythologie 'Wilde Jacht'.

## Bezetting
- Grim - Zang (1997)
- Halvar Norgesverd - Gitaar (2004)
- Eihwaz - Akoestische gitaar (1997)
- Yord - Akoestische gitaar (1997)
- Morgoth - Basgitaar (2006)
- Fafnir - Drums (2002)

### Voormalige leden
- Naudhiz - Basgitaar (1997-2003)
- Frank - Drums (1997-2002)
- Fenrag - Gitaar (1997-2004)
- Sar - Basgitaar (2003-2006)

## Genre en thematiek
Aaskereia heeft geen 'klassiek' blackmetalgeluid; zeker de geluidskwaliteit is vrij goed. Ook het gebruik van enkele zuivere vocals en enkele akoestische stukken dragen hieraan bij.
Thema's die vaak terugkeren zijn duisternis, winter, wouden en haat. De band werd vaak gezien als een paganistische blackmetalband, maar dit hebben de leden nooit onderschreven. Aaskereia omschrijft zichzelf wel als 'Heidnischer Black Metal', maar dit heeft ook betrekking op 'heidense' thema's zoals wouden, winter en natuur.

## Discografie
1999 - Aus dem vereisten Unterholz... - Demo (cd) - Gelimiteerd tot 50 exemplaren.
2001 - Promo 2001 - (cd)
2002 - Live in Bindersleben - Livealbum (cd) - Nooit uitgebracht, er bestaan slechts 4 exemplaren.
2003 - ...mit dem Eid unserer Ahnen begann der Sturm... - ep (cd) - Gelimiteerd tot 500 exemplaren.
2003 - Mit Raben und Wölfen - Full-length (cd) - Gelimiteerd tot 500 exemplaren
2004 - Zwischen den Welten... - Ep (cd en 10"-Gatefold-lp)

### 'Various Artist Releases'
- D.S.T (Westfall Rec.) - Het nummer "Transilvanian Hunger (Darkthrone-cover)"
- Schneestorm (Black Metal Mafia Rec.) - Het nummer "Verhasst"
- Warriors of the Midnight Battle I (Deathbringer Rec.) - Het nummer "Aaskereia"
- Gemeinshaftstonträger (Christhunt Productions & No Colours Rec.) - Het nummer "Erkenntnis"